# 楊婉儀
楊婉儀（英語：Winnie Young Yuen Yee；1970年6月3日—），前香港無线电视（TVB）藝人。1991年全美華埠小姐亞軍，1995年參加香港小姐競選奪得冠軍及標準體態獎，翌年1月代表香港參選國際華裔小姐競選，卸任香港小姐冠軍後正式加入香港無綫電視成為藝員，並於2008年淡出娛樂圈。

## 簡介
出生於香港聖德肋撒醫院，兩歲移民美國三藩市，1991年全美華埠小姐亞軍，1995年參加香港小姐競選奪得冠軍及標準體態獎，翌年1月代表香港參選國際華裔小姐競選，卸任香港小姐冠軍後正式加入香港無綫電視成為藝員，并於2008年淡出娛樂圈。2012年11月5日宣佈已與無綫正式結束17年賓主關係。
最初以擔任節目司儀和主持為主，包括著名節目《體育世界》及《歡樂滿東華》。1997年獲電視台力棒，自此與劇集演出作雙線發展，較受注目的劇集角色包括《真情》的石敏及《戇夫成龍》的楊佩君，其他劇集如《刑事偵緝檔案III》、《茶是故鄉濃》、《金牌冰人》、《十萬噸情緣》等亦受廣大觀眾歡迎。
她與前練馬師王登平之子王瑞勳於2003年4月結婚，現育有一子一女。
現在經朋友遊說下，在郵輪上工作。

## 演出作品

### 電視劇（無綫電視）

#### 1997年
- 真情 飾 石　敏（大眼金魚）（1997-1999）
- 迷離檔案 飾 羅珮玲
- 刑事偵緝檔案III 飾 司徒莎莎

#### 1998年
- 廉政行動1998—買路錢 飾 陳志偉之妻

#### 1999年
- 反黑先鋒 飾 葉詠芝
- 茶是故鄉濃 飾 蘇曼喬（方有為之青梅竹馬戀人）

#### 2001年
- 美味情緣 飾 唐文薏
- 封神榜 飾 黃　顏
- 酒是故鄉醇 飾 陳思齊（古桂生之妻）

#### 2002年
- 戇夫成龍 飾 楊佩君（丁常旺之前未婚妻）
- 談判專家 飾 潘文靜

#### 2003年
- 十萬噸情緣 飾 林依敏
- 繾綣仙凡間 飾 秦凝雪
- 金牌冰人 飾 杜月娘
- 俗世情真 飾 陳愛珍
- 衝上雲霄 飾 小黑妻（第4集）

#### 2005年
- 我師傅係黃飛鴻 飾 鄧如寶
- 心花放 飾 林氏兄弟妹（陶大宇、蘇志威、陳豪、梁烈唯、唐詩詠飾）之亡母
- 奪命真夫 飾 溫淑嫻
- 酒店風雲 飾 葉茱莉（Juile、王太）

#### 2007年
- 兩妻時代 飾 炎煥碧（Betty）
- 我外母唔係人 飾 田曼莉（爛梨）
- 建築有情天 飾 娟

#### 2008年
- 銀樓金粉 飾 沈詠彤

### 司儀／主持（無綫電視）
- 1995年: 東瀛味霸大挑戰
- 1996年: 利豐九十周年煙花賀新歲
- 1996年：900重案追兇 - 匯應通有獎問答遊戲環節
- 1996年：香江燦爛耀悉尼
- 1996年：香港傳奇
- 1996年：體育世界
- 1996年：亞特蘭大百週年奧運
- 1996年: 煙花璀璨雷霆夜區局十週年慶典
- 1996年：歡樂滿東華'96
- 1997年：粵海煙花賀新歲
- 1997年: 六合彩
- 1997年：第一桶金的故事
- 1998年：第一桶金的故事II
- 1999年：愛心無限獻再生
- 1999年：跨世紀錄香港同心齊共創
- 2000年：九鐵愛心動力九十載
- 2001年：2001國泰航空繽紛巡遊賀新歲
- 2001年：永安旅遊話你知－點解北歐咁好玩
- 2002年：星晨旅遊紐西蘭真程趣
- 2003年：萬眾歡騰賀國慶煙花匯演
- 2008年：北京奥運
- 2008年：港生活·港享受
- 2012年：慧妍愛心傾城30年

### 節目嘉賓
- 1999年：今夜真情流露

### 音樂錄影帶
- 1995年：一個為你甘去蹈火海的人　主唱：鄭伊健

### 電視廣告
- 1995年：富士菲林
- 1995年：海馬牌床上用品
- 1996年 :  康泰旅行社

### 歌曲
- 1997年：歡樂年年　主唱：楊婉儀、關詠荷、陳芷菁、宣萱、張可頤、陳妙瑛、黃日華、陶大宇、古天樂、陳錦鴻、林家棟、羅嘉良

## 曾獲獎項
- 全美華埠小姐競選（1991）：華商小姐/第一公主 (亞軍)
- 香港小姐競選（1995）：冠軍
- 香港小姐競選（1995）：標準體態獎
- 國際華裔小姐（1996）：友誼小姐

## 名下馬匹
楊婉儀和王瑞勳是香港賽馬會的會員，曾擁有名下馬匹「天將」。

## 外部連結
- 楊婉儀的Facebook專頁
- 楊婉儀的Instagram帳戶
- 楊婉儀Winnie的新浪微博
- 楊婉儀在香港影庫上的簡介